# Iiroonjärvi
Iiroonjärvi eller Iironjärvi är en sjö i Finland. Den ligger i kommunen Soini i landskapet Södra Österbotten, i den centrala delen av landet, 300 km norr om huvudstaden Helsingfors. Iiroonjärvi ligger 198,1 meter över havet. Den är 2,4 meter djup. Arean är 2,78 kvadratkilometer och strandlinjen är 13,96 kilometer lång. Sjön  ingår i Kymmene älvs huvudavrinningsområde.   I omgivningarna runt Iiroonjärvi växer i huvudsak blandskog. Den sträcker sig 3,1 kilometer i nord-sydlig riktning, och 2,3 kilometer i öst-västlig riktning.
I övrigt finns följande i Iiroonjärvi:
- Selkäsaari (en ö)
- Koiraluoto (en ö)